# Кваст, Джеймс
Джеймс Кваст (нидерл. James Kwast; 23 ноября 1852 или 1852, Нейкерк, Гелдерланд — 31 октября 1927, Берлин) — немецкий пианист, композитор и музыкальный педагог нидерландского происхождения. Двоюродный брат Альберта Кваста.

## Биография
Родился в семье деревенского органиста Яна Кваста (1822—1887), представитель третьего поколения музыкальной династии: его дед, Якоб Кваст (1784—1866), с 1810 года работал школьным учителем и органистом в деревне Вогнум (ныне в составе коммуны Медемблик), где создал из местных крестьян высокого уровня смешанный хор, просуществовавший до середины XX века и носивший его имя; именем Якоба Кваста названа улица в Вогнуме.
Начал учиться музыке у своего отца, продолжил занятия в Дордрехте у Фердинанда Бёме. Затем учился в Лейпцигской консерватории у Карла Райнеке и Эрнста Фридриха Эдуарда Рихтера, в берлинской Новой Академии музыки у Теодора Куллака и Рихарда Вюрста и в Брюссельской консерватории у Франсуа Огюста Геварта и Луи Брассена.
В 1874—1883 годах преподавал фортепиано в Кёльнской консерватории, женился на дочери её руководителя Фердинанда Хиллера, актрисе Антонии Хиллер (1850—1931; в дальнейшем этот брак распался). В 1883—1897 гг. профессор во франкфуртской Консерватории Хоха. Одновременно с 1887 года был участником Франкфуртского трио вместе с Вилли Хессом и Хуго Беккером. В 1897—1899 гг. профессор Московской консерватории: по приглашению её директора Василия Сафонова, учившегося, как и Кваст, у Луи Брассена и высоко ценившего его школу, занял место умершего Павла Пабста (впрочем, первую попытку пригласить Кваста в Москву предпринял ещё в 1881 году тогдашний директор Московской консерватории Николай Губерт). В Москве выступал и как солист, в том числе с исполнением собственного фортепианного концерта; музыкальный критик Иван Липаев высоко оценил мастерство исполнителя, однако музыку Кваста нашёл бессодержательной.
Из Москвы вернулся во Франкфурт и возобновил работу в Консерватории Хоха и выступления в составе фортепианного трио (теперь вместе с Адольфом Ребнером и Иоганнесом Хегаром). Среди его учеников оказалась талантливая пианистка Фрида Ходапп, с которой у профессора возник роман, завершившийся свадьбой. Из-за этого Кваст вынужден был в 1902 году оставить консерваторию и город, ряд учеников (в том числе Отто Клемперер) последовали за ним. В 1903—1906 годах Кваст преподавал в Консерватории Шарвенки в Берлине, после 1906 года — в Консерватории Штерна там же. Важнейшие из его учеников — Ханс Пфицнер (позднее женившийся на дочери Кваста от первого брака), Вальтер Браунфельс, Перси Грейнджер, Ильзе Фромм-Михаэльс. До конца жизни Кваст продолжал концертировать, в том числе в дуэте с женой; по их заказу и с посвящением им Ферруччо Бузони выполнил в 1922 году редакцию своей Контрапунктической фантазии для двух фортепиано, супруги также выступали важнейшими популяризаторами музыки Макса Регера.
Помимо фортепианного концерта, написал фортепианное трио, ряд сольных сочинений для своего инструмента, оркестровую увертюру.